# Ten Seconds to Love
«Ten Seconds to Love» —en español: Diez Segundos para Amar— o —Diez Segundos para el Amor—  es una canción de la banda estadounidense de hard rock Mötley Crüe. Es la penúltima canción (#10) de su segundo álbum de estudio Shout at the Devil lanzado en 198. Es la canción más larga de todo el álbum con una duración de 4:17. La canción comienza con un sonido un poco agresivo en la guitarra, y luego entra Vince cantando. Todos los miembros cantan cuando dicen "Ten Seconds to Love".

## Apariciones
- Aparece en el álbum Live: Entertainment or Death, siendo tocada en vivo.[1]
- Aparece en el álbum Music to Crash Your Car to: Vol. 1 como la canción #14 del segundo disco.[1]
- Aparece en el álbum Carnival Of Sins Live, siendo tocada en vivo como la #3 del primer disco.[1]
- Aparece en el álbum Journals of the Damned como la canción #10 del segundo disco.[1]